# Psydrocercops
Psydrocercops is een geslacht van vlinders uit de familie mineermotten (Gracillariidae).
Het geslacht omvat één soort:
- Psydrocercops wisteriae (Kuroko, 1982)